# Al Basateen
Al Basateen (international: The Orchards) ist ein französischer Dokumentarfilm von Antoine Chapon aus dem Jahr 2025.

## Inhalt
Zehn Jahre nach Beginn des Bürgerkriegs in Syrien reißt die syrische Regierung als Bestrafung Wohnviertel ab, um das neue städtebauliches Projekt Marota City umzusetzen. Im abgerissenen Stadtviertel gab es die ältesten Apfelhaine von Damaskus. Die ehemaligen Bewohner L. und Y. berichten.

## Produktion
Der Film ist nach My Own Landscapes  von 2020 der zweite Film des französischen Regisseurs Antoine Chapon. Der Film feierte auf der Berlinale 2025 am 15. Februar in der Sektion Forum Expanded Premiere. Der Film wird von Square Eyes vertrieben.